# بطولة تولون 2010
كانت بطولة تولون 2010 هي النسخة الثامنة والثلاثين من بطولة تولون وبدأت في 18 مايو وانتهت في 27 مايو 2010. وكان تشيلي هو حامل اللقب.

## المنتخبات المشاركة
| - تشيلي - ساحل العاج - الدنمارك - قطر | - كولومبيا - فرنسا (المستضيف) - روسيا - اليابان |

## النتيجة

### المجموعة أ
| الفريق     | لعب | ف | ت | خ | أ.له | أ.ع | أ.ف | نقاط | التأهل                |
| ---------- | --- | - | - | - | ---- | --- | --- | ---- | --------------------- |
| فرنسا      | 3   | 3 | 0 | 0 | 8    | 2   | +6  | 9    | Advance to Semi-final |
| ساحل العاج | 3   | 2 | 0 | 1 | 6    | 2   | +4  | 6    | Advance to Semi-final |
| كولومبيا   | 3   | 1 | 0 | 2 | 3    | 4   | −1  | 3    |                       |
| اليابان    | 3   | 0 | 0 | 3 | 1    | 10  | −9  | 0    |                       |

(توقيت وسط أوروبا الصيفي)
| ساحل العاج                                          | 3–0    | اليابان |
| --------------------------------------------------- | ------ | ------- |
| يانيك بولي 2' · Déblé 26' (ركلة.) · يانيك ساغبو 65' | Report |         |

| فرنسا                               | 2–0    | كولومبيا |
| ----------------------------------- | ------ | -------- |
| مورغان شنيدرلين 33' · Kitambala 44' | Report |          |

| كولومبيا | 0–2    | ساحل العاج           |
| -------- | ------ | -------------------- |
|          | Report | Goua Gohou ‏ 62'، 66' |

| فرنسا                                                                         | 4–1    | اليابان           |
| ----------------------------------------------------------------------------- | ------ | ----------------- |
| Bourgeois 6' · ماغاي غوي 33' (ركلة.) · إدوارد بيوتين 70' · ياسين إبراهيمي 72' | Report | شويا سوغانوما 17' |

| اليابان | 0–3    | كولومبيا                                             |
| ------- | ------ | ---------------------------------------------------- |
|         | Report | خافيير كال 13' · إدوين كاردونا 33' · لويس مورييل 35' |

| ساحل العاج      | 1–2    | فرنسا                              |
| --------------- | ------ | ---------------------------------- |
| باكاري ساري 54' | Report | لويك نيستور 46' · ماثيو دوسيفي 60' |

### المجموعة ب
| الفريق   | لعب | ف | ت | خ | أ.له | أ.ع | أ.ف | نقاط | التأهل                |
| -------- | --- | - | - | - | ---- | --- | --- | ---- | --------------------- |
| تشيلي    | 3   | 2 | 1 | 0 | 10   | 3   | +7  | 7    | Advance to Semi-final |
| الدنمارك | 3   | 2 | 1 | 0 | 7    | 3   | +4  | 7    | Advance to Semi-final |
| قطر      | 3   | 0 | 1 | 2 | 5    | 9   | −4  | 1    |                       |
| روسيا    | 3   | 0 | 1 | 2 | 3    | 10  | −7  | 1    |                       |

(توقيت وسط أوروبا الصيفي)
| تشيلي                                                              | 4–2    | قطر                            |
| ------------------------------------------------------------------ | ------ | ------------------------------ |
| كارلوس مونوز 12' · خوان أباركا 14' · سباستيان تورو 45' · Medel 67' | Report | حسن الهيدوس 32' · علي عفيف 55' |

| الدنمارك                                                | 3–1    | روسيا                     |
| ------------------------------------------------------- | ------ | ------------------------- |
| أندرياس بييلاند 6' · إميل لينج 11' · نيكي بيل نيلسن 56' | Report | بافيل ماماييف 36' (ركلة.) |

| الدنمارك                                               | 3–1    | قطر            |
| ------------------------------------------------------ | ------ | -------------- |
| هنريك دالسجارد 4' · نيكي بيل نيلسن 49' · إميل لينج 72' | Report | حسن الهيدوس 8' |

| روسيا | 0–5    | تشيلي                                                                                               |
| ----- | ------ | --------------------------------------------------------------------------------------------------- |
|       | Report | ماتياس روبيو 37' · لويس بافيز كونتريرز 46' · Medel 55' · جيرسون مارتينيز 67' · سيباستيان يوبيلا 77' |

| تشيلي             | 1–1    | الدنمارك   |
| ----------------- | ------ | ---------- |
| إيوجينيو مينا 49' | Report | Jessen 48' |

| قطر                                       | 2–2    | روسيا                                  |
| ----------------------------------------- | ------ | -------------------------------------- |
| حسن الهيدوس 18' · أنطون فلاسوف 70' (ه.ذ.) | Report | فيودور سمولوف 3' · ألكساندر سيبيتا 52' |

## خروج المغلوب

### نصف النهائي
| تشيلي | 0–2    | ساحل العاج                    |
| ----- | ------ | ----------------------------- |
|       | Report | يانيك ساغبو 65' · Déblé 90+3' |

| فرنسا                             | 2–3    | الدنمارك                                        |
| --------------------------------- | ------ | ----------------------------------------------- |
| إدوارد بيوتين 29' · Kitambala 68' | Report | لامين كوني 24' (ه.ذ.) · نيكي بيل نيلسن 48'، 73' |

### المركز الثالث
| تشيلي            | 1–2    | فرنسا              |
| ---------------- | ------ | ------------------ |
| كارلوس مونوز 53' | Report | Kitambala 12'، 80' |

### النهائي
| ساحل العاج                                        | 3–2    | الدنمارك                                |
| ------------------------------------------------- | ------ | --------------------------------------- |
| Ouedraogo 19' · Goua Gohou ‏ 39' · جيوفاني سيو 74' | Report | نيكي بيل نيلسن 46' · باتريك مورتنسن 80' |

## الهدافيين
5 أهداف
- نيكي بيل نيلسن

4 أهداف
- Lynel Kitambala

3 أهداف
- Gerard Bi Goua Gohou
- حسن الهيدوس

هدفين
- إدوارد بيوتين
- Marco Medel
- كارلوس مونوز
- إميل لينج
- Serge Déblé
- يانيك ساغبو

هدف واحد
- Thibaut Bourgeois
- ياسين إبراهيمي
- ماثيو دوسيفي
- ماغاي غوي
- لويك نيستور
- مورغان شنيدرلين
- خوان أباركا
- جيرسون مارتينيز
- إيوجينيو مينا
- لويس بافيز كونتريرز
- ماتياس روبيو
- سباستيان تورو
- سيباستيان يوبيلا
- خافيير كال
- إدوين كاردونا
- لويس مورييل
- أندرياس بييلاند
- هنريك دالسجارد
- Mads Jessen
- باتريك مورتنسن
- يانيك بولي
- Moustapha Ouedraogo
- باكاري ساري
- جيوفاني سيو
- شويا سوغانوما
- علي يحيى
- بافيل ماماييف
- ألكساندر سيبيتا
- فيودور سمولوف

Own هدف
- لامين كوني (for Denmark)
- أنطون فلاسوف (for Qatar)